# حقيلة مسننة
حَقِيلَة مُسَنَّنَة نوع من الحقيلة. منبتها بعض أقاليم الشرق الأدنى. شمراخها يعلو من 10 إلى 15 سم. أوراقها صغيرة مسننة الحتار تسنينها غضروفي المادة. ازهرارها عنقودي التجميع. أزهارها حمراء. تنويرها يستمر طول شهر حزيران.